# La Borie del Rey
La grotte de la Borie del Rey se situe sur la commune de Blanquefort-sur-Briolance, Lot-et-Garonne. Elle est le site éponyme du Laborien, un faciès culturel du Paléolithique final (Épipaléolithique) qui correspond à une phase de transition entre le Magdalénien et le Mésolithique.
La grotte est fouillée dans les années 1950 par Laurent Coulonges, qui décrit un ensemble « Magdaléno-Périgordien » dans les couches inférieures. Il établit un parallèle entre ce profil et les niveaux les plus récents du Roc Allan, un site voisin. Il définit la série de la Borie comme du Laborien, un nom qui apparaît dans la littérature en 1963 pour désigner une évolution du Magdalénien final vers le Mésolithique. 

Jean-Marie Le Tensorer, qui passe sur le site en 1971 avec L. Coulonges, fait un relevé de coupe schématique et précise la stratigraphie avec un Proto- ou Pré-Laborien (couche c7), un Laborien (couche c5) et un Épi-Laborien (couche c3).
Le site est fouillé de nouveau en 2019 et 2020 par une équipe dirigée par Matthieu Langlais,.
Julia Roussot-Larroque y reconnaît également du Préroucadourien II (du nom de la grotte de Roucadour), avec quelques tessons de poterie à pâte homogène criblée de dégraissants.